# U-24 (organizacija)
U-24 je medvladna organizacija, ki jo je predlagal ukrajinski predsednik Volodimir Zelenski, z zmožnostjo nenadne ustavitve kakršnegakoli konflikta med državami. Potrebo je Zelenski izrazil 16. marca 2022 v svojem govoru kongresu ZDA 16. marca 2022.

## Pregled
16. marca 2022 je ukrajinski predsednik Volodimir Zelenski imel govor v ameriškem kongresu prek videokonference. Zelenski se je zahvalil Američanom za nudeno pomoč in podporo Ukrajini v okviru ruske invazije na Ukrajino leta 2022; prosil za več diplomatske in vojaške pomoči; in dal pobudo za ustanovitev medvladnega organa ali združenja, imenovanega U-24. U-24 bi pomenilo United for Peace (slovensko Združeni za mir), medtem ko 24 pomeni 24 ur in 24. februar, datum pričetka ruske invazije na Ukrajino.
Ideja je, da U-24 zagotovi vso potrebno pomoč, vključno z oboroženo pomočjo, v 24-urnem odzivnem roku.
Poleg tega bi takšno združenje »lahko nudilo pomoč tistim, ki se soočajo z naravnimi nesrečami, ter človeškimi nesrečami, kot so humanitarne krize in epidemije«.